# Mariánivka (Horójiv)
Maryánivka (ucraniano: Мар'я́нівка; polaco: Marianówka) es un asentamiento de tipo urbano de Ucrania perteneciente al raión de Lutsk en la óblast de Volinia.
En 2018 la localidad tenía 2779 habitantes. Desde 2018 es sede de un municipio (hromada) que suma un total de 8161 habitantes incluyendo trece pueblos como pedanías: Borýskovychi, Borochyche, Braný, Buzhany, Halychany, Dóvhiv, Novi Zboryshiv, Pylhany, Rzhýshchiv, Skryhové, Jmelnytske, Tséhiv y Shyroke.
La localidad tiene su origen en la República de las Dos Naciones, pues fue fundada en el siglo XVIII como un pueblo habitado por polacos llamado "Musin". En 1921, las autoridades de la Segunda República Polaca le dieron su actual topónimo. Adoptó estatus urbano en 1958. Hasta 2020 formó parte del raión de Horójiv.
Se ubica unos 5 km al sureste de Horójiv, sobre la carretera que lleva a Berestechko.